# PlayStation Portable
PlayStation Portable (PSP) este o consolă de jocuri portabilă lansată și produsă de Sony Computer Entertainment.
Anunțul conform căruia consola era în stadiul de proiect a fost făcut la E3 2003, și a fost lansată public pe 11 mai 2004, la o conferință de presă ținută de Sony înainte de E3 2004. A fost lansată în Japonia pe 12 decembrie 2004, în America de Nord pe 24 martie 2005, iar în restul lumii pe 1 septembrie 2005.
PlayStation Portable este singura consolă de jocuri video care folosește discuri, Universal Media Disc (UMD), ca mijlocul primar de stocare a datelor. Alte caracteristici care o diferențiază de celelalte console sunt ecranul cu o diagonală mare,  capabilități robuste de multi-media, și posibilitatea de a se conecta cu PlayStation 2, PlayStation 3, alte PSP-uri și la Internet.
După lansarea unei variante mai subțiri și mai ușoare a PSP-ului (denumită PSP-2000/„Slim & Lite”) la începutul lunii septembrie 2007, vânzările au crescut de patru ori în Regatul Unit și de două ori în America de Nord în luna octombrie. Acesta a fost înlocuit la rândul său de PSP-3000, cu un nou ecran și un microfon incorporat. În gama PSP-urilor a urmat PSP Go, care s-a vândut concomitent cu PSP-3000. În 2011 a fost lansat și un model economic, PSP-E1000. Ea a fost succedată de PlayStation Vita, lansată în decembrie 2011 în Japonia și în februarie 2012 în America de Nord, Europa și Australia.

## Istorie
Sony a anunțat pentru prima dată că PlayStation Portable este în stadiul de proiect într-o conferință de presă dinainte de E3 2003. Deși nu au fost prezentate prototipuri nici la conferința de presă și nici la E3, Sony a anunțat specificațiile tehnice ale acesteia. Președintele consiliului de administrație al Sony Computer Entertainment, Jose Villeta, a numit dispozitivul „Walkman-ul secolului XXI" referindu-se la capabilitățile multimedia ale consolei. Mai multe site-uri de gaming au fost impresionate de capabilitățile de procesare și așteptau să vadă potențialul sistemului ca o platformă de gaming.
Primele imagini cu conceptul de PSP au apărut în noiembrie  2002 la Întâlnirea Strategică a corporației Sony, în care a fost arătat un PSP cu butoane joase și fără analog stick. Deși uniii și-au exprimat îngrijorarea cu privire la lipsa unui joystick analog, aceste temeri au fost eludate când PSP-ul a fost lansat oficial la E3 din 2004. Pe lângă dezvăluirea mai multor detalii despre sistem și accesorii, Sony a dat publicității și o listă de 99 de dezvoltatori de jocuri care și-au afirmat susținerea noii console. Mai multe demo-uri de jocuri pentru PSP ca Metal Gear Acid (Konami) și Wipeout Pure (SCE Studio Liverpool) au fost de asemenea arătate la această conferință.

### Lansare
Pe 17 octombrie 2004, Sony a anunțat că PSP-ul va fi lansat în Japonia pe 12 decembrie 2004, la prețul de 19.800¥ (aproximativ 181$ în 2004) pentru modelul de bază și 24.800¥ (aproximativ 226$ în 2004) pentru pachetul Value. În prima zi de la lansare s-au vândut peste 200.000 de console. Culoarea de bază a fost negru, dar au fost lansate și variante de alte culori care costau mai mult (200$). Sony a anunțat pe 3 februarie 2005 că PSP-ul va intra pe piața nord-americană pe 24 martie 2005, la un preț recomandat de producător de 249$ (299$). Unii au considerat prețul ca fiind prea mare, fiind cu 20$ mai scump ca în Japonia și cu 100$ mai mult decât competitorul Nintendo DS. Contrar îngrijorărilor, lansarea nord-americană a PSP-ului a fost un succes, deși știrile din următoarele două săptămâni au indicat faptul că sistemul nu se vindea bine, deși Sony susținea că s-au vândut 500.000 de console numai în primele două zile. Deși se dorea  inițial lansarea simultană în regiunea PAL și America de Nord, Sony a anunțat pe 15 martie 2005 că varianta pentru regiunea PAL va fi amânată din cauza cererii mari de console în Japonia și America de Nord. O lună mai târziu, pe 25 aprilie 2005, Sony a anunțat că PSP-ul va fi lansat și în regiunea PAL pe 1 septembrie 2005, pentru 249€/179£. Sony a susținut că prețul, care era cu 100$ mai mare ca în America de Nord, era cauzat de taxele locale și de TVA, care era mai mare în Regatul Unit decât în SUA. În ciuda prețului mare, lansarea consolei în Europa s-a dovedit a fi un succes, peste 185.000 de unități fiind vândute numai în Regatul Unit în trei ore de la lansare, mai mult decât dublu față de competitorul Nintendo DS, cu 87.000 de unități în prima zi. În Australia au fost pre-comandate peste 25.000 de PSP-uri, iar în Europa s-au vândut peste un milion de unități în prima săptămână.

## Specificații tehnice
Următoarele specificații tehnice se aplică tuturor PSP-urilor, cu excepția cărora se menționează diferențele separat:

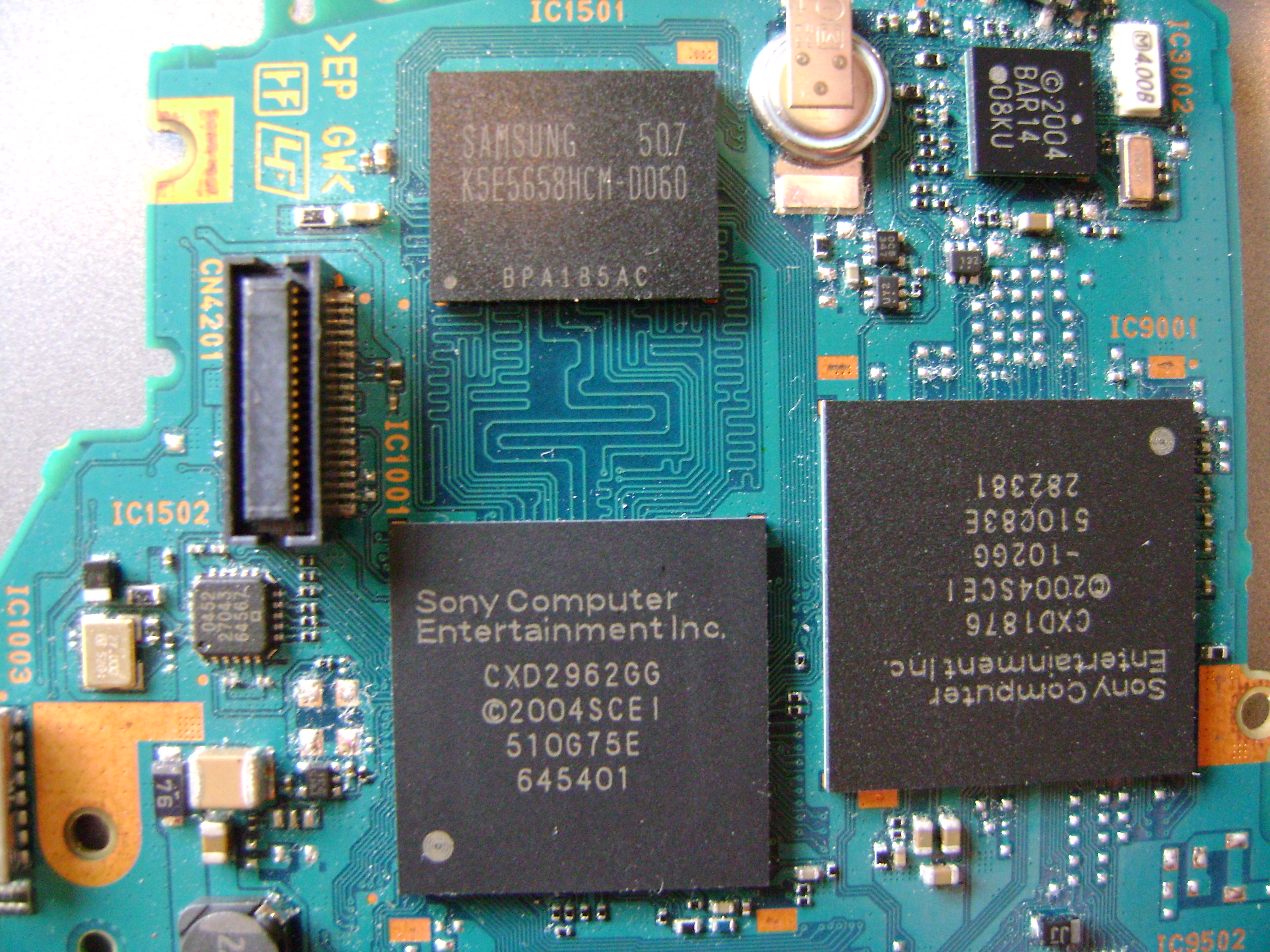
Procesorul, PSP Media Engine și memoria flash NAND pentru System Software (TA-079)

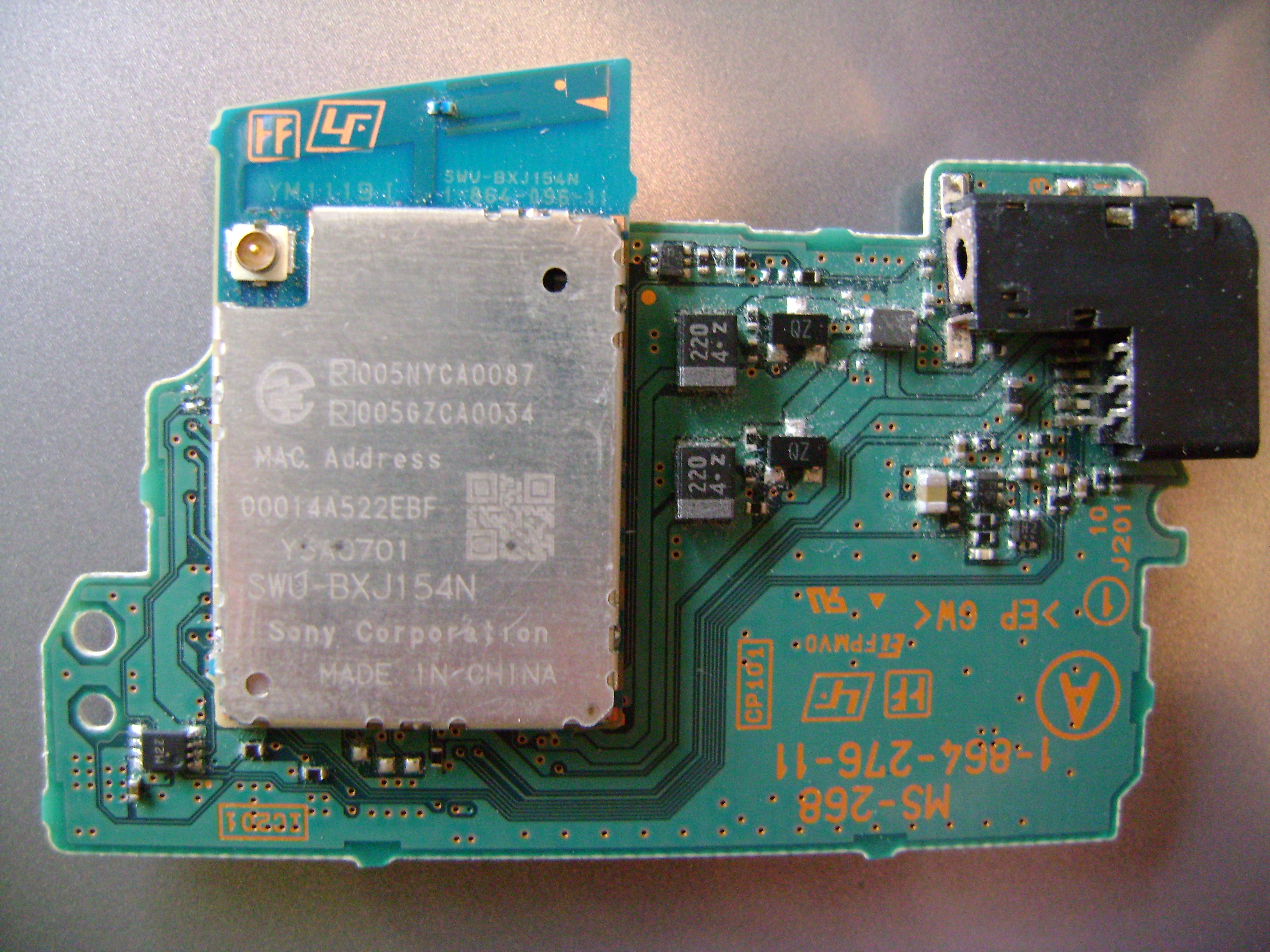
Modulul Wi-Fi Module cu intrarea pentru căști (TA-079)

| Specificații generale: - Dimensuni: - Lungime: 170 mm - Înălțime: 74 mm - Adâncime: 23 mm - TFT LCD Widescreen: - 4.3 țoli (10,92 cm) - 3.8 țoli (9,652 cm) - 480 × 272 pixeli (fornatul imaginii 16:9) - Culoare de 24 de biți (16,77 de milioane de culori) - Patru niveluri de luminozitate (200, 180, 130, 80 cd/m2) - Transmisia datelor: - Wireless LAN 802.11b - IrDA - Bluetooth - Mini-USB 2.0 - Ieșire TV - Cablu video component - YPBPR - S-Video - Stocare flash: - Slot de expansiune Memory Stick PRO Duo - Slot de expansiune Memory Stick Micro (M2) - Memorie flash internă - Memoriile interne NAND flash folosite de software-ul consolei este împărțit în 4 sectoare: - flash0, cu firmware-ul sistemului – 24MB (PSP-1000) - flash1, cu setările sistemului – 8MB (PSP-1000) - flash2, gol* – 944 kB (PSP-1000) - flash3, gol* – 880 kB (PSP-1000) - PSP-N1000: 16 GB total, 14.74 GB utilizabili. O parte a spațiului intern de stocare este folosit de software-ul preinstalat. - PSP-1000: 32 MB total, tot folosit de software. - PSP-2000/3000: 64 MB total, tot folosit de software. - Memoria internă de tip flash folosește sistemul FAT32. Memory Stick-ul este compatibil cu FAT și FAT32. Audio: - Boxe stereo incorporate - Boxă mono incorporată (PSP-E1000) - Microfon incorporat - Virtual Mobile Engine (VME) - Multichannel Audio - Sunet 3D - Sintetizator, Efector și Egalizator - ATRAC3 plus, AAC și suport pentru WMA și MP3. - Suportul pentru WMA cere înainte de activare acceptarea EULA. UMD (Universal Media Disc): - Diametrul discului: 60 mm - Diodă laser de 660 nm - Capacitate de stocare Dual-Layer până la 1.8 GB - Rata de transfer a datelor până ka 11 Mbit/s (1.375 MB/s) - Read-Only - Rezistență la șocuri - Secure ROM de AES RSA Crypto System - Id-uri unice pentru fiecare disc - Sistem de update al software-ului Putere: - 5 V DC @ 2000 mA prin Adaptor AC - 5 V DC de la modul de încărcare prin USB - Baterie Li-Ion de 3.7 V - Baterie detașabilă de 1200 mAh - Baterie detașabilă de 1800 mAh - Baterie detașabilă de 2200 mAh | PSP CPU Chip: - Sony CXD2962GG CPU - Bazat pe MIPS R4000 procesor de 32-bit - 90 nm Semiconductor CMOS Process - 1-333 MHz (setat din fabrică la 222 MHz) @ 1.2 V - 16 kB Instruction Cache / 16 kB Data Cache - SiP: - 32 MB eDRAM @ 2.6 Gbit/s - FPU incorporat - Vector FPU incorporat @ 3.2 GFLOPS - Nucleu grafic incorporat: - 1-166 MHz (setat la 111 MHz) @ 1.2 V - 256-bit Bus la 5.3 Gbit/s - 2 MB eDRAM (VRAM) - Suprafață curbată 3D Curved și poligoane 3D - Texturi comprimate - Hardware Clipping, Morphing, Bone(8) - Hardware Tessellator Unit, 4 passes per ciclu - Suprață Bézier, Curvă Bézier curve și B-Spline (NURBS) - Subdiviziuni 4×4, 16×16, 64×64 - Motor de randare și Surface Engine - Pixel Fill Rate: 600 Megapixeli/s - 33 de milioane de poligoane (cu Transform și Luminozitate) - Culoare 24-bit: RGBA - 128-bit Bus la 2.6 Gbit/s - 3D-CG Extins Set de instrucțiuni Media Engine Chip: - Sony CXD1876 CPU - Bazat pe Procesor MIPS R4000 64-bit - Semiconductor de 90 nm CMOS Proces - 1-333 MHz (setat din fabrică la 222 MHz) @ 1.2 V - 16 kB Instruction Cache / 16 kB Data Cache - SiP: - 2 MB eDRAM @ 2.6 Gbit/s - Embedded Virtual Mobile Engine (VME) Sound Core - Procesor DSP reconfigurabil - 1-166 MHz (setat din fabrică la 166 MHz) @ 1.2 V - 128-bit Bus - 24-bit Data Path - 5 giga operations/s - Decodor hardware incorporat MPEG-4 (H.264/AVC) hardware decoder - FPU incorporat - 128-bit Bus @ 2.6 Gbit/s Memorie: - Samsung K5E5658HCM-D060 - Memorie centrală: 32 MB 333 MHz DDR SDRAM (64 MB ) - 8 MB rezervat pentru Kernel Chipuri integrate sau de stocare: - IDStorage Keys: stochează setările de luminozitate, volum, regiune, dată și BIOS cunoscut ca Ipl - Tachyon: informații despre versiunea CPU-ului, Media Engine și Nucreuri Grafice - Baryon: informații despre versiunea de sistem a PSP-ului - Pommel: GPIO și Watchdog - Kirk: Procesorul principal de criptare - Spock: procesor secundar de criptare, folosit pentru a decripta date de pe UMD |

## Modele
| Model              | Imagine              | Connectivitate/stocare                                                        | Conectivitate Wireless             | RAM și Memorie Internă                       | Procesor                | Display                                                                         | Data lansării               | Data lansării software-ului | Baterie                                      | În producție                    |
| ------------------ | -------------------- | ----------------------------------------------------------------------------- | ---------------------------------- | -------------------------------------------- | ----------------------- | ------------------------------------------------------------------------------- | --------------------------- | --------------------------- | -------------------------------------------- | ------------------------------- |
| PSP-1000           | Piano Black PSP-1000 | USB 2.0, UMD, Serial Port, intrare căști, Memory Stick PRO Duo                | 802.11b Wi-Fi, IRDA                | 32 MB, 32 MB System Software                 | MIPS R4000 la 1~333 MHz | 4,3 in (110 mm) 16:9 TFT la 480 × 272, 16,77 de milioane de culori              | 12 decembrie 2004 (Japonia) | 1.00                        | 5 V DC 1800 mAh, Upgradabil la 2200 mAh      | Nu                              |
| PSP-2000           | PSP-2000 Piano Black | USB 2.0, UMD, Ieșire Video și intrare microfon și căști, Memory Stick PRO Duo | 802.11b Wi-Fi                      | 64 MB, 64 MB System Software                 | MIPS R4000 la 1~333 MHz | 4,3 in (110 mm) 16:9 TFT la 480 × 272, 16,77 de milioane de culori              | Septembrie 2007             | 3.60                        | 5 V DC 1200 mAh, Upgradabil până la 2200 mAh | Nu                              |
| PSP-3000           | Silver PSP-3000      | USB 2.0, UMD, Ieșire Video și intrare microfon și căști, Memory Stick PRO Duo | 802.11b Wi-Fi                      | 64 MB, 64 MB System Software                 | MIPS R4000 la 1~333 MHz | 4,3 in (110 mm) 16:9 TFT la 480 × 272, 16,77 de milioane de culori              | Octombrie 2008              | 4.20                        | 5 V DC 1200 mAh, Upgradabil până la 2200 mAh | Da                              |
| PSP Go (PSP-N1000) | PSPGo Piano Black    | Totul într-un port, intrare căști, microfon, Memory Stick Micro (M2)          | 802.11b Wi-Fi, Bluetooth 2.0 + EDR | 64 MB, 16 GB User and System Software Shared | MIPS R4000 la 1~333 MHz | 3,8 in (97 mm) 16:9 TFT la 480 × 272, 16,77 milioane de culori, ecran cu slider | octombrie 2009              | 5.70                        | 5 V DC baterie nedetașabilă                  | Scos de pe piața nord-americană |
| PSP-E1000          | PSP-E1000            | USB 2.0, UMD, intrare video și microfon, Memory Stick PRO Duo                 | Nu                                 | 64 MB, 64 MB System Software                 | MIPS R4000 la 1~333 MHz | 4,3 in (110 mm) 16:9 TFT la 480 × 272, 16,77 milioane culori                    | octombrie 2011              | 6.50                        | 5 V DC baterie nedetașabilă                  | Da                              |

## Variații

### Coduri de regiune
| Coduri   | Țări                             |
| -------- | -------------------------------- |
| PSP-x000 | Japonia                          |
| PSP-x001 | America de Nord                  |
| PSP-x002 | Australia / Noua Zeelandă        |
| PSP-x003 | Regatul Unit                     |
| PSP-x004 | Europa / India                   |
| PSP-x005 | Coreea                           |
| PSP-x006 | Hong Kong / Singapore / Malaysia |
| PSP-x007 | Taiwan                           |
| PSP-x008 | CIS                              |
| PSP-x009 | Mainland China                   |
| PSP-x010 | Central / America de Sud         |

PSP-ul este cunoscut la nivel mondial după codurile de serie (PSP-1000, PSP-2000, etc.). Sunt și subcoduri, dar doar pentru țări. UMD-urile de PSP nu sunt restricționate de regiune, totuși multe dintre discurile cu filme sunt blocate pentru anumite regiuni.

### Configurații
| Țară          | Preț de lansare | Data lansării     |
| ------------- | --------------- | ----------------- |
| Australia     | 349.95A$        | 1 septembrie 2005 |
| India         | INR19,990       | 1 septembrie 2005 |
| Regat Unit    | 179.99£         | 1 septembrie 2005 |
| Canada        | CA$229.99       | 22 martie 2006    |
| Europa        | 199.99 €        | 22 martie 2006    |
| Statele Unite | 199.99 $        | 22 martie 2006    |
| Chile         | 169,990 CLP$    | 4 aprilie 2008    |

PSP-ul este vândut cu patru pachete care diferă în funcție de accesorii. Pachetul de bază (numit Core Pack în America de Nord) conține o baterie și un adaptor AC. Aceste variante au fost disponibile la lansare în Japonia și a fost lansat mai târziu în America de Nord și Europe. Core Pack se vinde în prezent pentru 169.99 $ dolari canadieni/$, 19,800 ¥, 1,280 HK$ sau 1,360$ (în funcție de culoare), 280 S$, 279.95$ australieni, 2990.95 NZ$, 169.99 € și 129.99 £.
„Value Pack” include tot ceea ce se găsește în Base Pack dar și un Memory Stick Pro Duo de 32 MB, căști cu telecomandă, husă, și o prinzătoare pentru mâini. Unele regiuni au variante ușor modificate ale pachetului care cuprind diferite accesorii. Value Pack se vinde pe 199.99 $, 23,800 ¥, 1660 $HK, 399.99 A$, și 449.95$ neo-zeelandezi.
Multe ediții limitate ale PSP-ului includ diferite accesorii, jocuri sau filme caree au fost deasemea lansate.

## Variante

### PSP-2000

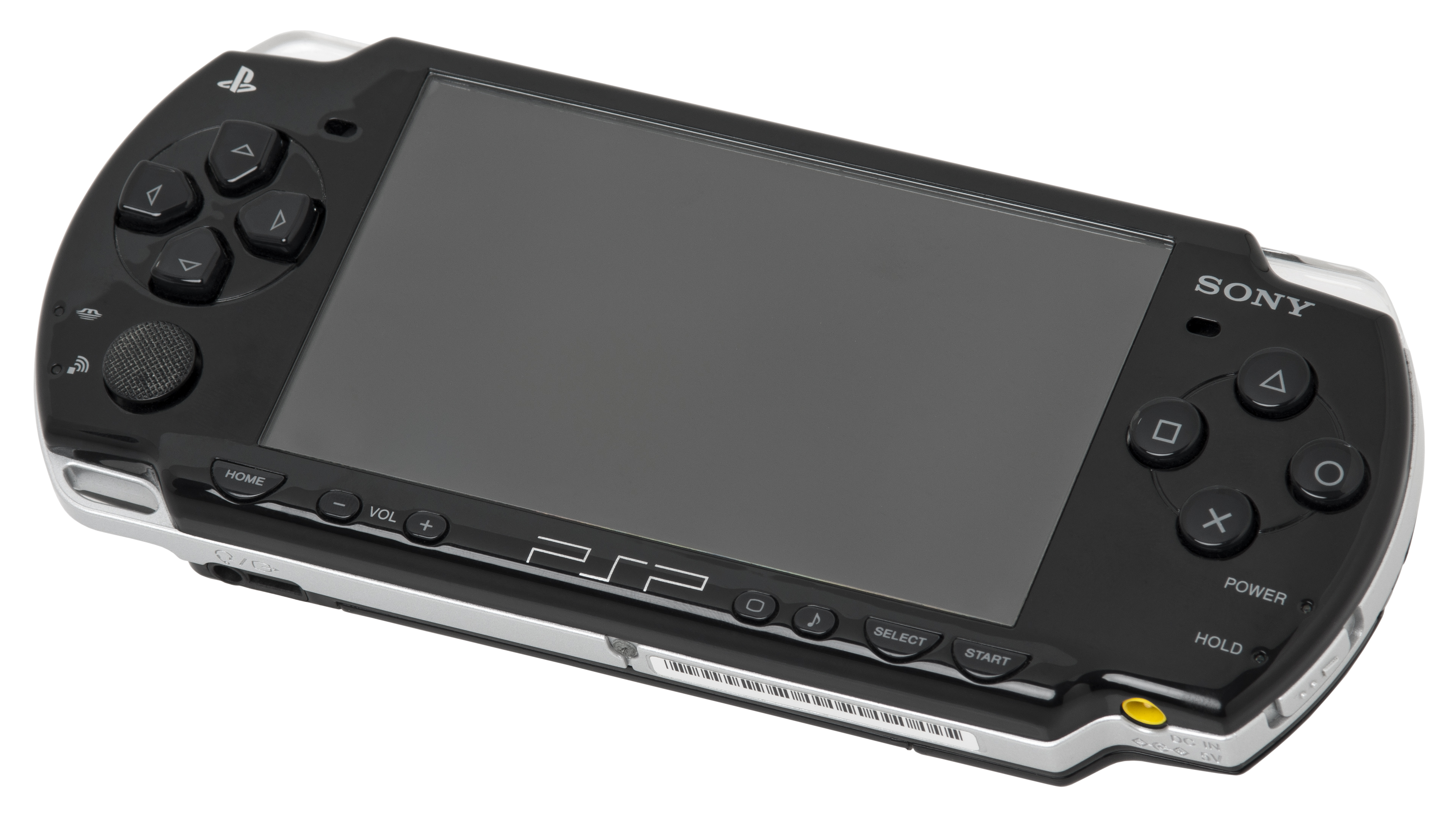
PSP-2000

PSP-2000 (vândut în PAL ca „PSP Slim & Lite” și care încă se mai vinde ca PSP în America de Nord, Japonia, China, India, Italia, și Portugalia) este prima remodelare a PSP-ului.
La E3 2007, Sony a dat publicității informații despre o variantă mai subțire și mai ușoară a PSP-ului. Ea avea să fie mai ușoară cu 33% mai ușoară și 19% mai subțire ca PSP-ul original. Numele modelului a fost PSP-2000, urmând tradiția de a da numele conform numărului modelului (ex. PSP-1000 a fost primul model).
A fost lansat pe 30 august 2007, în Hong Kong, pe 5 septembrie 2007, în Europa, pe 6 septembrie 2007, în America de Nord, 7 septembrie 2007, în Coreea de Sud și 12 septembrie 2007, în Australia. Pe 8 ianuarie 2008, Skype încorporat, internet prin Wi-Fi și telefonie prin Wi-Fi prin update-uri de firmware.

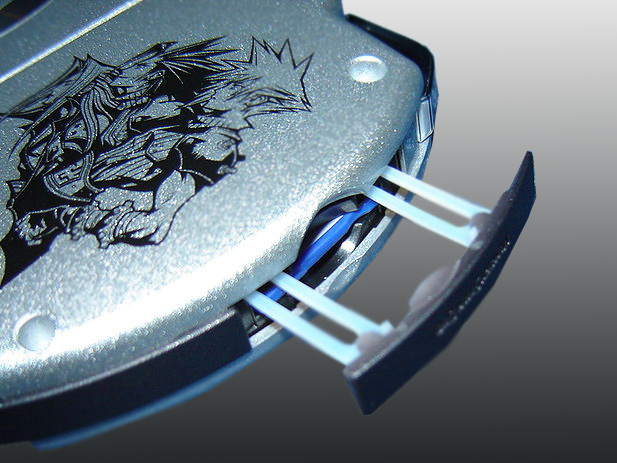
Slot Memory Stick PRO Duo pe Final Fantasy VII: Crisis Core PSP Slim

PSP 2000 este cu 19% mai subțire și 33% mai ușor decât PSP-ul original (redus de la 23 mm la 18.6 mm și de la 280 de grame la 189 grame). Au fost făcute schimbări interne care includ scoaterea șasiului de metal (folosit să reducă stricăciunile survenite în urma unui șoc puternic rezultând în urma scăpării consolei pe o suprafață dură). 
Printre alte schimbări sunt incluse modulele WLAN și Micro-controller, și un LCD mai subțire și mai luminos Pentru a contracara timpurile lungi de încărcare ale jocurilor pe UMD, memoria internă (RAM și Flash ROM) a fost dublată de la 32 la 64 de MB cu o parte din ea funcționând ca un cache, care a îmbunătățit și performanțele browserului web.

### PSP-3000
În comparație cu PSP-2000, PSP 3000 (cunoscut în Europa ca „PSP Brite” - cu ecran mai bine iluminat și microfon incorporat, are un ecran LCD cu o mai mare gamă de culori și un raport de contrast de cinci ori mai mare. Timpul de răspuns a pixelilor a fost redus la jumătate pentru a reduce efectele de „ghosting” și de „blurring”, are structuri noi ai sub-pixelilor și o tehnologie anti-reflexie pentru a îmbunătăți experiența de joc în condiții de afară. Capacul de la UMD, logouri și butoane au fost regândite iar sistemul are un microfon incorporat. În plus, PSP-ul poate fi conectat la televizor folosind cablu component sau composite.
În primele patru zile de la vânzare, PSP-3000 a vândut 141.270 unități în Japonia, conform lui Famitsu. În octombrie 2008, PSP-3000 a vândut 267.000 de unități în Japonia, conform Enterbrain.

### PSP-E1000

PSP-E1000

Anunțat la Gamescom 2011, PSP-E1000 este un model inferior, economic, lansat în Europa pe 26 octombrie 2011 pentru 99,99 €. Față de celelalte modele de PSP, E1000 nu are Wi-Fi, iar textura este una matte, de culoare „negru-cărbuniu” similar cu PS3-ul Slim. Are numai o singură boxă, mono, în loc de două stereo la celelalte modele și nu are microfon.  O variantă „Ice White” a fost lansată tot în Europa în ianuarie 2012.

### Bateria

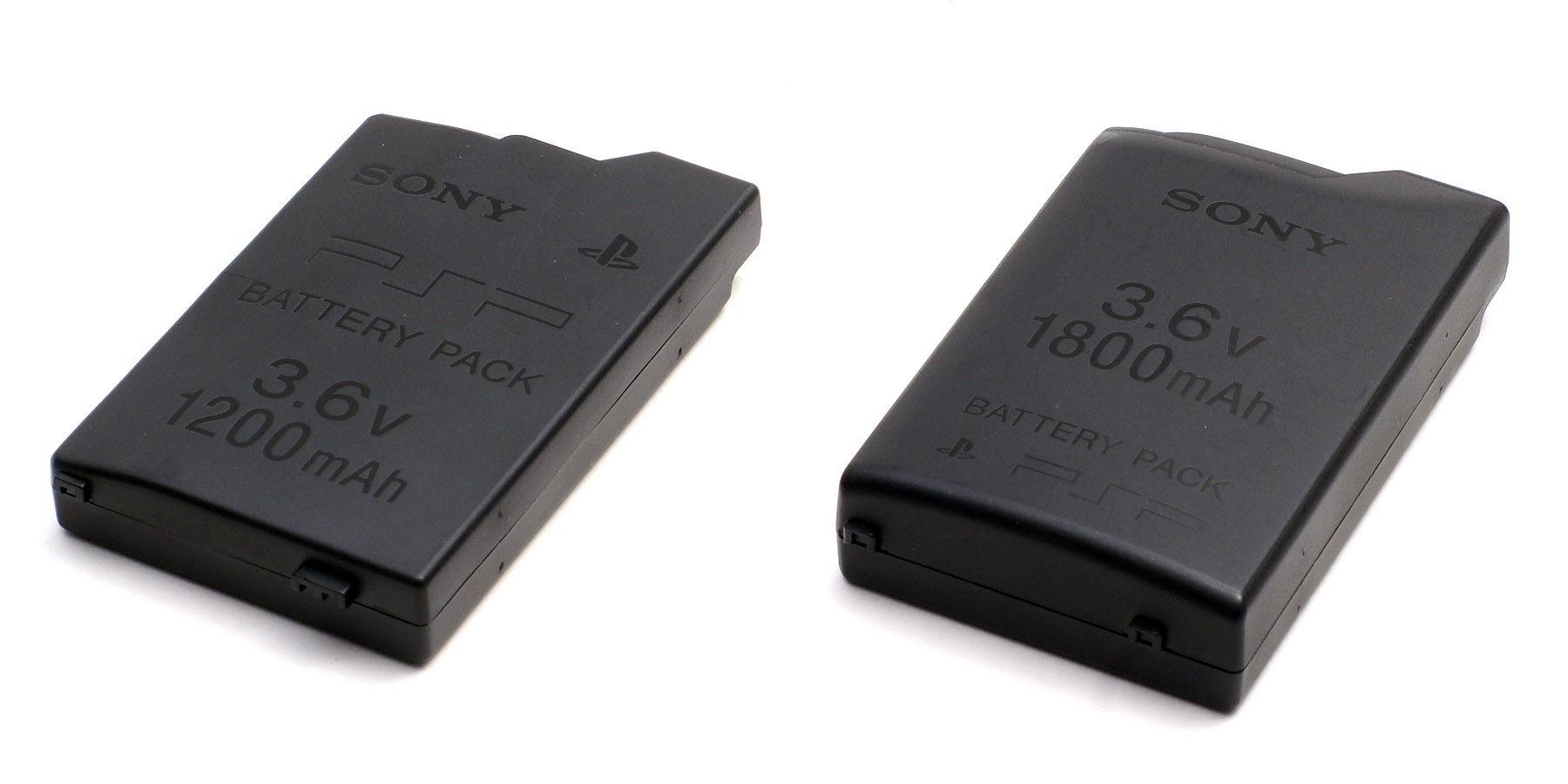
Două baterii de mărimi diferite

Pentru a face PSP-ul mai ușor, capacitatea bateriei a fost redusă cu o treime. Totuși, datorită unui sistem mai eficient de folosire a energiei, durata de funcționare a PSP-ului este aceeași cu cea a modelelor anterioare. Bateriile mai vechi vor putea fi folosite la noile PSP-uri și vor prelungi durata de funcționare. Totuși, acestea sunt prea mari iar capacul nu poate fi pus (trebuie cumpărat un alt capac) datorită mărimii aproape duble. Bateria se încarcă într-o oră și jumătate și durează între 4,5 și 7 depinzând de factori cum ar fi luminozitatea ecranului, WLAN și nivelul volumului.
La mijlocul lunii decembrie a anului 2007, Sony a lansat „Kitul de extindere a duratei bateriei PSP-ului”, care includea o baterie de 2200 mAh cu un capac care să se potrivească cu bateria mai groasă inclusă, Acest pachet venea cu două capace pentru baterie, unul negru și unul argintiu. În martie 2008 acest pachet a fost lansat și în Japonia, doar că bateriile sunt lansate separat cu un capac de culorile PSP-urilor vândute în Japonia, acestea fiind zece la număr: Piano Black, Ice White, Ceramic White, Pearl White, Ice Silver, Mystic Silver, Radiant Red, Spirited Green, Vibrant Blue, Bright Yellow și Piano Black cu designul original Monster Hunter.

### Design exterior, intrări și ieșiri
PSP Slim & Lite are o textură glossy (lucioasă). Serial portul a fost modificat pentru a se potrivi cu noi caracteristici audio (cel vechi fiind incompatibil de randare video). PSP 2000 poate fi conectat la televizoare sau monitoare în modul de scanare progresiv, așa că televizoarele care nu suportă acest mod nu vor afișa jocurile de PSP. El poate fi încărcat și folosind un cablu care se conectează la portul USB (PSP Slim se va încărca doar când este în „modul USB mode”, nu și în timp ce se joacă un joc). Există și pluginuri care reușesc să depășească această limitare. D-Pad-ul a fost ridicat, astfel adresându-se publicului care se plângea de performanțe slabe, iar pentru alte butoane a fost crescută viteza de răspuns, lucru confirmat în recenzia făcută de Gamespot. Mai mulți editori au observat ca d-pad-ul și butoanele noului PSP răspund mai bine și se simt în general mai bine la atingere.
Pentru PSP 3000 unitatea de citire a UMD-urilor a fost modificată. Ea nu se mai deschide complet ci doar se ridică puțin, în timp ce switchul de la Wi-Fi a fost mutat pe partea de sus a PSP-ului. Ușița pentru Memory Stick a fost și ea mutată și regândită astfel încât ea să nu se mai rupă așa de ușor. Boxele au fost mutate în fața PSP-ului, de o parte și de cealaltă a ecranului. Portul infra-roșu a fost scos pentru că nu folosea la nimic, cu excepția unor aplicații tip homebrew. Analog stickul a fost regândit în așa fel încât să fie mai flexibil și să nu iasă fără ca PSP-ul să fie deschis. Filtrul de ventilație din partea de sus a fost și el înlăturat.
Pe 20 septembrie 2007 a fost lansat în Japonia un TV tuner (model PSP-S310), „1seg” special făcut pentru modelul PSP Slim & Lite.

## Software
Pentru mai multe detalii vezi pagina de pe site-ul oficial: 
Sony a inclus abilitatea ca sistemul de operare (denumit System Software) să poată fi înnoit. Aceste update-uri pot fi descărcate direct de pe Internet alegând opțiunea din [Settings] a interfaței XMB. Acesta poate fi descărcat de asemenea și de pe site-ul oficial, pus pe un Memory Stick Duo în următorul director PSP → GAME → UPDATE → EBOOT.PBP, iar apoi instalat în sistem. Acestea se mai regăsesc și pe UMD-urile unor jocuri care cer update. Varianta japoneză de PS3 permite System Software să fie actualizat descărcându-l mai întâi pe hard-disk, iar apoi pe PSP.
Deși pot fi instalate actualizări din orice regiune, Sony recomandă folosirea actualizărilor care se adresează regiunii din care a fost cumpărată consola. Unele din componentele importante ale actualizării au fost browserul web; suportul pentru Adobe Flash; codecuri adiționale pentru imagini, audio și video; posibilitatea de a conecta PSP-ul la PlayStation 3 și patchuri împotriva exploiturilor, vulnerabilităților și rularea de aplicații homebrew (făcute de utilizatori). Cea mai nouă versiune este v6.61, apărută pe 10 august 2015.

### Browserul web

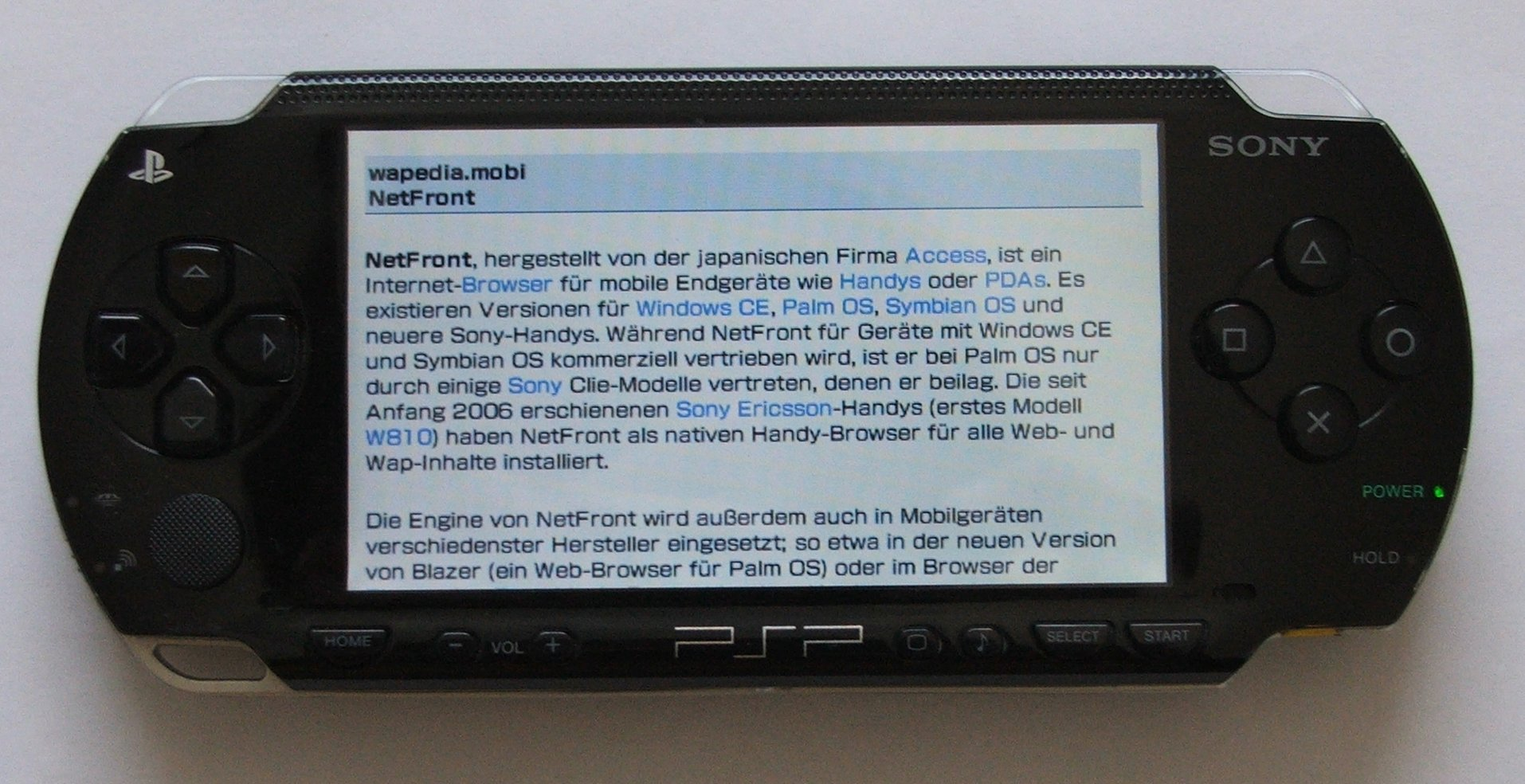
Browser web pe un PSP-2000 hackuit

Browserul pentru PSP este de fapt o variantă a navigatorului NetFront făcut de Access Co. Ltd. și lansat gratuit odată cu actualizarea v2.00. Acesta suportă majoritatea tehnologiilor web, cum ar fi cookie HTTP, formulare, CSS, și capabilități de bază ale JavaScript.
Versiunea 2.50 adaugă  Unicode (UTF-8) character encoding și Auto-Select ca opțiune în meniu, dar și abilitatea de a salva și auto-completa formulare.
Versiunea 2.70 introduce posibilitatea de a rula Flash în browser. Acesta rulează Flash 6, cu cinci variante în urmă față de varianta de desktop, 11, făcând unele site-uri dificil de urmărit.
Sunt trei moduri de randare: 
- „Normal”, va afișa pagina fără schimbări,
- „Just-Fit”, va încerca să micșoreze anumite elemente pentru a face ca întreaga pagină să se încadreze pe ecran,
- „Smart-Fit”, va afișa conținutul în ordinea în care apare în HTML, fără a ajusta mărimea, în loc va renunșa la elementele de mai jos dacă încearcă să iasă din ecran.

Pot fi deschise maximum 3 taburi. Când se accesează un nou link, browserul îl deschide într-un alt tab.
Părinții pot activa controlul parental care blochează accesul la internet prin introducerea unei parole de 4 cifre la [Settings] în [Security]. Acesta poate rula cu un proxy server.
Navigatorul este mai lent comparat cu cele moderne și rămâne des fără memorie din cauza limitațiilor impuse de Sony. Totuși, aplicațiile homebrew permit folosirea întregii memorii de 32/64 MB de RAM a PSP-ului, ducând la timp mai scurt de încărcare și posibilitatea de a încărca pagini mai mari. Opera Mini poate fi folosit pe PSP prin emulatorul PSPKVM care este o mașină virtuală care rulează JAVA. Se încarcă mai repede și oferă mai multe funcții.

## PSP Go

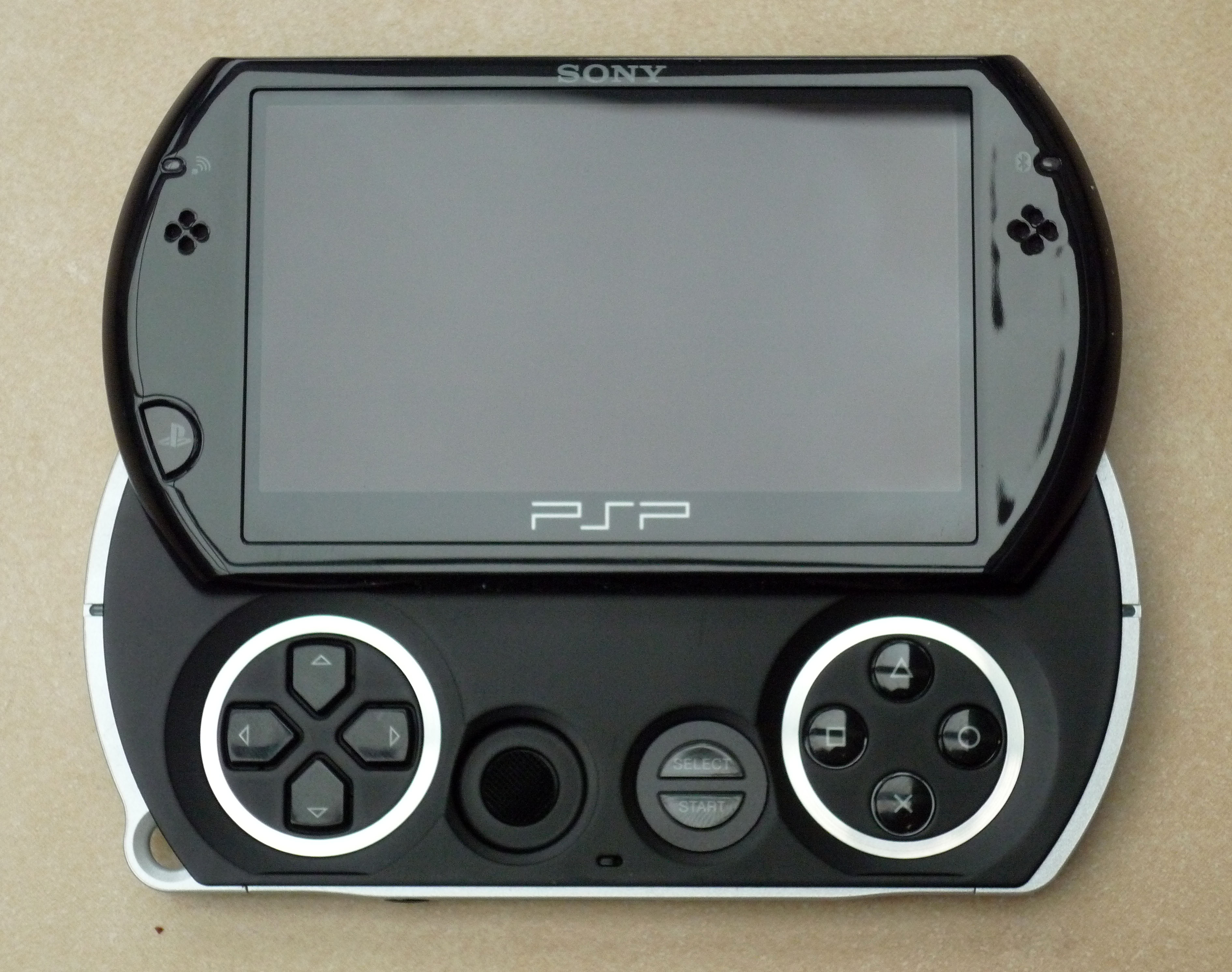
PSP Go

PSP Go a fost lansat pe 30 mai 2009 în emisiunea  Qore  și a fost anunțat oficial pe 2 iunie 2009, la E3 2009. PSP Go are funcționalitate Bluetooth, un ecran mai mic de 3,8 inch și este cu 43% mai ușor ca PSP-ul original. În loc de un drive  UMD care se găsește în modele anterioare, PSP Go are o memorie internă de 16 GB și un port Memory Stick Micro care acceptă 32 de GB, odată cu upgradarea firmware-ului putându-se ajunge și la 128 GB. Jocurile trebuie să fie descărcate de pe PlayStation Store. Mecanismul de glisare a ecranului peste butoane a făcut ca joystickul să fie mai mic. Odată cu lansarea lui PSP Go, multe dintre jocuri vor fi lansate digital, inițial fiind puține disponibile.
Sony a anunțat în aprilie 2011 că va renunța la producerea de noi PSP Go pentru a se concentra pe dezvoltarea lui PlayStation Vita (atunci cunoscut sub numele de cod NGP), dar la scurt timp SCEA a dat de înțeles că va fi produs în continuare pentru piața americană.

## Jocuri
Pe lângă exclusivitățile pentru PSP, multe alte jocuri de PlayStation au fost relansate pentru PSP prin emulare. Jocurile pot fi descărcate folosind serviciul PlayStation Network pentru PlayStation 3, PSP, sau PC.
Demourile pot fi descărcate și rulate de pe un Memory Stick. Acestea pot veni și în format UMD și expediate sau date clienților la diferite magazine pentru a-și face reclamă.
În timpul E3 din 2006, Sony Computer Entertainment America a anunțat că jocuri cu un buget mare din seria „Greatest Hits” vor fi lansate și pentru PSP. Pe 25 iulie 2006, Sony CEA a lansat prima listă cu titlurile „Greatest Hits”. Au fost incluse în această colecție doar jocurile care s-au vândut în peste 250.000 de exemplare timp de nouă luni. Fiecare joc clasificat astfel costă $19.99.
Sony Computer Entertainment Europe a anunțat pe 5 septembrie 2006 că un număr de jocuri, din seria „de platină”, vor fi comercializate pentru 24.99 € fiecare în Europa și 19.99 £ în regatul unit.
Următoarele jocuri sunt catalogate drept Greatest Hits pentru PlayStation Portable.
| - 300: March to Glory - Assassin's Creed: Bloodlines - Ape Escape: On the Loose - ATV Offroad Fury: Blazin' Trails - Burnout Legends - Call of Duty: Roads to Victory - Cars - Castlevania: The Dracula X Chronicles - Coded Arms - Crisis Core: Final Fantasy VII - Daxter - Dissidia: Final Fantasy - Dragon Ball Z: Shin Budokai - Fight Night Round 3 - Final Fantasy Tactics: The War of the Lions - God of War: Chains of Olympus - Gran Turismo - Grand Theft Auto: Chinatown Wars - Grand Theft Auto: Liberty City Stories - Grand Theft Auto: Vice City Stories - Hot Shots Golf: Open Tee - Iron Man - Killzone: Liberation - Kingdom Hearts Birth By Sleep - Lego Star Wars II: The Original Trilogy - Lego Indiana Jones: The Original Adventures - Lego Batman: The Videogame - LittleBigPlanet - LocoRoco 2 - Lumines | - Marvel: Ultimate Alliance - Medal of Honor: Heroes - Medal of Honor: Heroes 2 - Metal Gear Solid: Peace Walker - Metal Gear Solid: Portable Ops - Midnight Club 3: DUB Edition - Midnight Club: L.A. Remix - Mortal Kombat: Unchained - MotorStorm: Arctic Edge - MX vs. ATV: Untamed - Namco Museum Battle Collection - Naruto: Ultimate Ninja Heroes - Need for Speed Carbon: Own the City - Need for Speed: Most Wanted 5-1-0 - Need for Speed: ProStreet - Need for Speed: Undercover - Need for Speed Underground: Rivals - Patapon - Patapon 2 - Patapon 3 - Prince of Persia : Revelations - Ratchet & Clank: Size Matters - Resistance: Retribution - Ridge Racer - Rock Band Unplugged - Scarface: Money. Power. Respect. - Secret Agent Clank - Silent Hill: Origins - The Simpsons Game - The Sims 2 - SOCOM: U.S. Navy SEALs Fireteam Bravo | - SOCOM: U.S. Navy SEALs Fireteam Bravo 2 - SOCOM: U.S. Navy SEALs Tactical Strike - Sonic Rivals - Sonic Rivals 2 - SpongeBob SquarePants: The Yellow Avenger - Star Wars: Battlefront II - Star Wars Battlefront: Renegade Squadron - Star Wars: The Force Unleashed - Syphon Filter: Dark Mirror - Syphon Filter: Logan's Shadow - Tekken: Dark Resurrection - Thrillville - Tom Clancy's Ghost Recon Advanced Warfighter 2 - Tom Clancy's Rainbow Six: Vegas - Tomb Raider: Legend - Tomb Raider: Anniversary - Tony Hawk's Underground 2 Remix - Tony Hawk's Project 8 - Toy Story 3: The Video Game - Transformers: The Game - Twisted Metal: Head-On - Untold Legends: Brotherhood of the Blade - Wipeout Pure - WWE SmackDown! vs. Raw 2006 - WWE SmackDown vs. Raw 2007 - WWE SmackDown vs. Raw 2008 - WWE SmackDown vs. Raw 2009 - WWE SmackDown vs. Raw 2010 - WWE SmackDown vs. Raw 2011 |

## Recenzie
PSP - acestea sunt cele trei litere magice cu care, s-au scris, se scriu și se vor scrie file de poveste în istoria jocurilor electronice. Compania Sony, direct "responsabilă" pentru acest lucru, are o experiență foarte vastă în acest domeniu. De fiecare dată când Sony a vrut să intre pe un segment nou, a făcut-o cu dreptul. Drept mărturie stau succesele obținute până în prezent de consolele PS One, PS2 și PS3. Acum PlayStation Portable câștigă din ce în ce mai mulți adepți. Este printre cele mai complexe dispozitive de acest gen. Poți să te joci, să te uiți la filme, să asculți muzică și să vizualizezi fotografii.
Primul lucru care atrage la această consolă este ecranul. Impresionantul ecran LCD de 4,3 format wide are o rezoluție de 480 x 272 pixeli și este capabil să afișeze 16 milioane de culori.
În imediata vecinătate a acestuia în partea stângă se găsesc tastele direcționale si un joy-stick; în partea dreapta se găsesc, și celelalte patru butoane specifice consolelor Playstation și anume „cercul” "X",„pătratul”, „triunghiul”. Aceia dintre voi care sunt familiarizați cu consolele PS2 vor simți aceeași poziționare și în cazul  PSP-ului.
Spre deosebire de alte console "concurente", PlayStation Portable a rămas fidel discurilor de plastic. Absolut toate jocurile și toate filmele ce se vor rulate pe PSP sunt stocate pe asa-numitele discuri proprietare UMD (Universal Media Disc). Realizate de Sony,UMD-urile sunt protejate de o carcasa din plastic, lucru foarte benefic ținând cont că sunt cele mai expuse accidentelor. deși par atât de mici, capacitatea lor de stocare de 1,8 GB este arhisuficientă pentru orice film sau joc, indiferent de cât de complex ar fi. Totuși, folosirea acestor discuri are și un mic dezavantaj. La fel ca la consolele "mari", există anumiți timpi de încărcare care pot varia în funcție de complexitatea jocurilor. De exemplu, pentru a încărca un intro de la Ridge Racer au fost necesare aproape 7-8 secunde.
Pentru că suntem tot la capitolul funcții,aici putem să adăugăm și cardul de memorie de tip Memory Stick Pro Duo. Rolul acestuia, dar în principal capacitatea acestuia sunt destul de importante ăn acest lanț. De exemplu, cardul folosit pentru a stoca fișierele cu progresele făcute în anumite jocuri, ceea ce este un lucru bun. Pe de altă parte, îl putem folosi și pentru a stoca fișiere cu muzică, filme, poze și chiar jocuri, unele prin cablu USB. La achiziționare primiți un card de doar 32 MB. Pentru câteva salvări, 10 poze și câteva MP3-uri e suficient, însă e mult și de aceea vă recomand să vă achiziționați unul de cel puțin 2 GB sau chiar mai mult. Din momentul în care ați prins gustul muzicii sau al filmelor, vă veți da seama că nici un card de 8 GB nu e suficient.
Pentru că a venit vorba de chestii multimedia, am și câteva remarci. PSP știe să redeze MP3-uri și fișierele proprietare Sony în format ATRAC. Transferul lor de pe cardul de memorie se face fie prin intermediul unui cablu USB, fie printr-un card reader. În ceea ce privește filmele, treaba e puțin mai complicată. Este neapărat nevoie să folosiți anumite aplicații pentru a le converti tot într-un format proprietar. Pozele nu au nicio restricție, însă se recomandă formatul JPG. În acest fel puteți să le vizualizați fără probleme, să creați slideshow-uri, să le rotiți sau chiar să le măriți.
Sunetul, în cazul lui PlayStation Portable, are un rol deosebit. Motivele sunt lesne de înțeles. Calitatea audiției este foarte bună chiar dacă renunțați la căști și mergeți pe varianta speakerelor incorporate. Volumul poate fi reglat fie din cele două butoane de pe consolă, fi de pe telecomanda de pe firul căștilor. Orice variantă ați alege, efectul e garantat.
Joaca împreună cu mai mulți coechipieri sau împotriva unui adversar uman este o adevărată plăcere. Brusc, jocurile primesc o altă conotație. Pentru a nu fi "îngrădiți" de acest avantaj, cei de la Sony au inclus în PSP un modul WiFi wireless, bazat pe standardul 802.11b. Conectarea cu ceilalți jucători se poate face direct (peer to peer) sau prin intermediul unor acces point-uri. În acest fel, jucătorii se pot întâlni într-o rețea locală sau chiar pe internet. Configurarea cestei facilități este extrem de simplă. Se începe prin setarea SSID-ului, a unei chei WEP dacă este cazul și a unei adrese IP și DNS. În cazul în care există în rețea un server DHCP, ultimele opțiuni se fac automat. Pentru că este vorba de un dispozitiv portabil, aveți posibilitatea de a salva mai multe configurații wireless în funcție de locațiile unde vă aflați.
Ca orice alt dispozitiv portabil, și PSP suferă din cauza energiei. În acest caz, problema se judecă după durata de "viață" a acumulatorului. PSP este alimentat de un acumulator litiu-ion de 1.800 mAh. Tradus în valori pământene, putem vorbi de aproximativ 5-6 ore de jucat încontinuu(cam putin) . Din păcate, orice funcție în plus costă. De exemplu, o joacă online pe wireless reduce durata de viață aproape la jumătate,dar acumulatorul poate fi înlocuit cu altul nou.
PSP-ul este "motorizat" cu un procesor ce rulează la 333 MHz, are 4MB cache, iar împreună cu memoria internă de 32 de MB.